# Demétrio de Antioquia
Demétrio de Antioquia foi bispo de Antioquia após 253 d.C., sucessor de Fábio na Igreja de Antioquia. 

## Cativo
O período de seu reinado é obscuro, pois ele foi levado cativo para a Pérsia pelo rei Sapor I. Apesar de estar longe de sua sé episcopal, Demétrio só foi substituído como bispo quando supõe-se que tenha morrido, por volta de 260 d.C., quando Paulo de Samósata se tornou bispo.
Algumas listas incluem um tal Anfilóquio de Antioquia entre Demétrio e Paulo, com um reinado em algum período entre 260 e 267, uma pessoa sobre a qual não há absolutamente nenhuma informação. A maioria das listas sequer o cita e iniciam o reinado de Paulo em 260 d.C..